# Saint-Vincent-de-Reins
Saint-Vincent-de-Reins är en kommun i departementet Rhône i regionen Auvergne-Rhône-Alpes i östra Frankrike. Kommunen ligger i kantonen Amplepuis som tillhör arrondissementet Villefranche-sur-Saône. År 2022 hade Saint-Vincent-de-Reins 627 invånare.

## Befolkningsutveckling
Antalet invånare i kommunen Saint-Vincent-de-Reins
| Referens: INSEE |